# Campeonato Europeu de Patinação Artística no Gelo de 1962
O Campeonato Europeu de Patinação Artística no Gelo de 1962 foi a quinquagésima quarta edição do Campeonato Europeu de Patinação Artística no Gelo, um evento anual de patinação artística no gelo organizado pela União Internacional de Patinação (em inglês:  International Skating Union) onde os patinadores artísticos competem pelo título de campeão europeu. A competição foi disputada na cidade de Genebra, Suíça.

## Eventos
- Individual masculino
- Individual feminino
- Duplas
- Dança no gelo

## Medalhistas
| Evento                        | Ouro                                                     | Prata                                                  | Bronze                                           |
| Individual masculino detalhes | Alain Calmat · França                                    | Karol Divín · Tchecoslováquia                          | Manfred Schnelldorfer · Alemanha Ocidental       |
| Individual feminino detalhes  | Sjoukje Dijkstra · Países Baixos                         | Regine Heitzer · Áustria                               | Karin Frohner · Áustria                          |
| Duplas detalhes               | Marika Kilius · Hans-Jürgen Bäumler · Alemanha Ocidental | Liudmila Belousova · Oleg Protopopov · União Soviética | Margret Göbl · Franz Ningel · Alemanha Ocidental |
| Dança no gelo detalhes        | Christiane Guhel · Jean Paul Guhel · França              | Linda Shearman · Michael Philipps · Reino Unido        | Eva Romanová · Pavel Roman · Tchecoslováquia     |

## Resultados

### Individual masculino
| Pos.              | Nome                  | Nacionalidade      | Pontos}} |
| ----------------- | --------------------- | ------------------ | -------- |
| Medalha de ouro   | Alain Calmat          | França             | 14       |
| Medalha de prata  | Karol Divín           | Tchecoslováquia    | 15       |
| Medalha de bronze | Manfred Schnelldorfer | Alemanha Ocidental | 25       |
| 4                 | Peter Jonas           | Áustria            | 39       |
| 5                 | Emmerich Danzer       | Áustria            | 50       |
| 6                 | Bodo Bockenauer       | Alemanha Oriental  | 61       |
| 7                 | Robin Jones           | Reino Unido        | 61       |
| 8                 | Sepp Schönmetzler     | Alemanha Ocidental | 74       |
| 9                 | Per Kjølberg          | Noruega            | 82       |
| 10                | Valeri Meshkov        | União Soviética    | 89       |
| 11                | Károly Ujlaki         | Hungria            | 89       |
| 12                | Malcolm Cannon        | Reino Unido        | 128      |
| 13                | Giordano Abbondati    | Itália             | 125      |
| 14                | Heinrich Podhasjski   | Áustria            | 128      |
| 15                | Ralph Borghard        | Alemanha Oriental  | 129      |
| 16                | Robert Dureville      | França             | 140      |
| 17                | Fritz Keszler         | Alemanha Ocidental | 143      |
| 18                | Alain Trouillet       | França             | 155      |
| 19                | Markus Germann        | Suíça              | 170      |
| 20                | Wouter Toledo         | Países Baixos      | 172      |
| 21                | Ragnar Wikström       | Finlândia          | 189      |

### Individual feminino
| Pos.              | Nome                   | Nacionalidade      | Pontos}} |
| ----------------- | ---------------------- | ------------------ | -------- |
| Medalha de ouro   | Sjoukje Dijkstra       | Países Baixos      | 9        |
| Medalha de prata  | Regine Heitzer         | Áustria            | 18       |
| Medalha de bronze | Karin Frohner          | Áustria            | 30       |
| 4                 | Helli Sengstschmid     | Áustria            | 43       |
| 5                 | Diana Clifton-Peach    | Reino Unido        | 53       |
| 6                 | Nicole Hassler         | França             | 56       |
| 7                 | Fränzi Schmidt         | Suíça              | 62       |
| 8                 | Jana Mrazkova          | Tchecoslováquia    | 69       |
| 9                 | Jacqueline Harbord     | Reino Unido        | 71       |
| 10                | Eva Grozajova          | Tchecoslováquia    | 84       |
| 11                | Sandra Brugnera        | Itália             | 110      |
| 12                | Gabriele Seyfert       | Alemanha Oriental  | 114      |
| 13                | Helga Zöller           | Hungria            | 129      |
| 14                | Karin Dehle            | Noruega            | 133      |
| 15                | Ann-Margereth Frei     | Suécia             | 133      |
| 16                | Daniéle Giraud         | França             | 139      |
| 17                | Alena Pokorna          | Tchecoslováquia    | 154      |
| 18                | Inge Paul              | Alemanha Ocidental | 156      |
| 19                | Tamara Bratus          | União Soviética    | 152      |
| 20                | Christine van de Putte | Bélgica            | 175      |

### Duplas
| Pos.              | Nome                                     | Nacionalidade      | Pontos}} |
| ----------------- | ---------------------------------------- | ------------------ | -------- |
| Medalha de ouro   | Marika Kilius / Hans-Jürgen Bäumler      | Alemanha Ocidental | 15       |
| Medalha de prata  | Liudmila Belousova / Oleg Protopopov     | União Soviética    | 19       |
| Medalha de bronze | Margret Göbl / Franz Ningel              | Alemanha Ocidental | 20       |
| 4                 | Gerda Johner / Rüdi Johner               | Suíça              | 37       |
| 5                 | Irene Müller / Hans-Georg Dallmer        | Alemanha Oriental  | 47       |
| 6                 | Brigitte Wokoeck / Heinz-Ulrich Walther  | Alemanha Oriental  | 63       |
| 7                 | Milada Kubikova / Jaroslav Votruba       | Tchecoslováquia    | 68       |
| 8                 | Diana Hinko / Bernd Henhapel             | Áustria            | 73       |
| 9                 | Rita Blumenberg / Werner Mensching       | Alemanha Ocidental | 69       |
| 10                | Liv Lunde / Erik Grünert                 | Noruega            | 93       |
| 11                | Jacqueline Steiner / Jean-Pierre Külling | Suíça              | 97       |
| 12                | Vera Jeffery / Peter Webb                | Reino Unido        | 101      |

### Dança no gelo
| Pos.              | Nome                                     | Nacionalidade      | Pontos}} |
| ----------------- | ---------------------------------------- | ------------------ | -------- |
| Medalha de ouro   | Christiane Guhel / Jean Paul Guhel       | França             | 10       |
| Medalha de prata  | Linda Shearman / Michael Philipps        | Reino Unido        | 12       |
| Medalha de bronze | Eva Romanová / Pavel Roman               | Tchecoslováquia    | 21       |
| 4                 | Mary Parry / Roy Mason                   | Reino Unido        | 27       |
| 5                 | Ann Cross / Francis Williams             | Reino Unido        | 36       |
| 6                 | Helga Burkhardt / Hannes Burkhardt       | Alemanha Ocidental | 46       |
| 7                 | Olga Gilardi / Germano Ceccatini         | Itália             | 46       |
| 8                 | Marlyse Fornachon / Charly Pichard       | Suíça              | 61       |
| 9                 | Jitka Babická / Jaromir Holan            | Tchecoslováquia    | 65       |
| 10                | Armelle Flichy / Pierre Brun             | França             | 72       |
| 11                | Gabriele Rauch / Rudi Matysik            | Alemanha Ocidental | 80       |
| 12                | György Korda / Pal Vásárhelyi            | Hungria            | 79       |
| 13                | Christel Trebesiner / Gerald Felsinger   | Áustria            | 85       |
| 14                | Maria-Grazia Toncelli / Vinicio Toncelli | Itália             | 95       |

## Quadro de medalhas
| Ordem | País               | Medalha de ouro | Medalha de prata | Medalha de bronze |    | Ordem por total |
| ----- | ------------------ | --------------- | ---------------- | ----------------- | -- | --------------- |
| 1     | França             | 2               |                  |                   | 2  | 2               |
| 2     | Alemanha Ocidental | 1               |                  | 2                 | 3  | 1               |
| 3     | Países Baixos      | 1               |                  |                   | 1  | 5               |
| 4     | Áustria            |                 | 1                | 1                 | 2  | 2               |
| 4     | Tchecoslováquia    |                 | 1                | 1                 | 2  | 2               |
| 6     | Reino Unido        |                 | 1                |                   | 1  | 5               |
| 6     | União Soviética    |                 | 1                |                   | 1  | 5               |
| TOTAL | TOTAL              | 4               | 4                | 4                 | 12 | —               |